# Autostrada A2 (Polonia)
Autostrada A2 traversează Polonia centrală de la vest la est, de la punctul de trecere a frontierei cu Germania de la Świecko/Frankfurt pe Odra, unde se leagă de autostrada germană A12, trecând apoi pe la Poznań și Łódź până la Varșovia. Ea face parte din drumul european E30, care leagă Berlinul de Moscova.
Conform planurilor actuale, A2 va fi extinsă treptat către est de la Varșovia, până la frontiera cu Belarus de la Terespol/Brest, unde se va lega de șoseaua M1. Această porțiune de autostradă ar putea fi terminată prin anul 2020, în funcție de disponibilitatea fondurilor. Primul segment de 21 km, centura orașului Mińsk Mazowiecki, s-a deschis în august 2012.

## Istoricul procesului de construcție

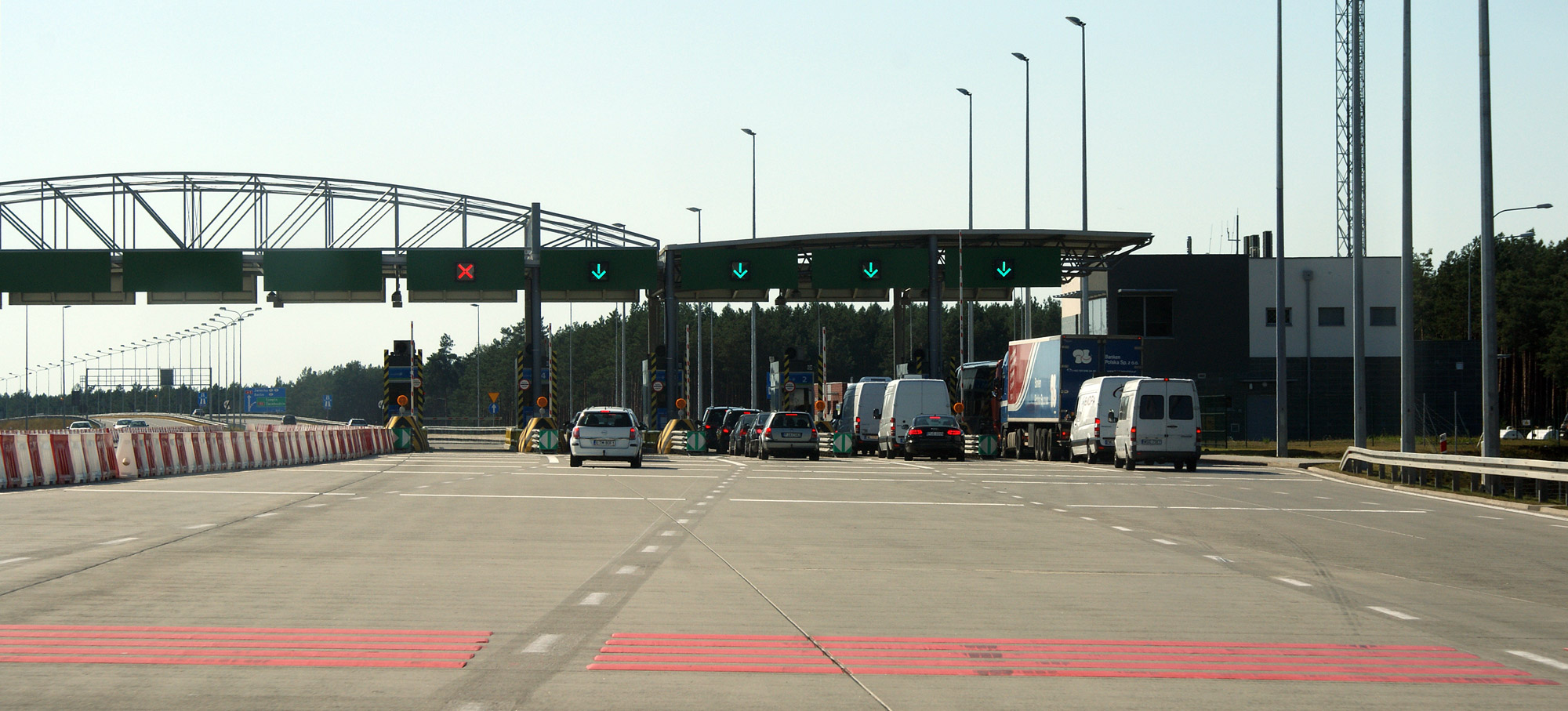
Punctul de plată Tarnawa

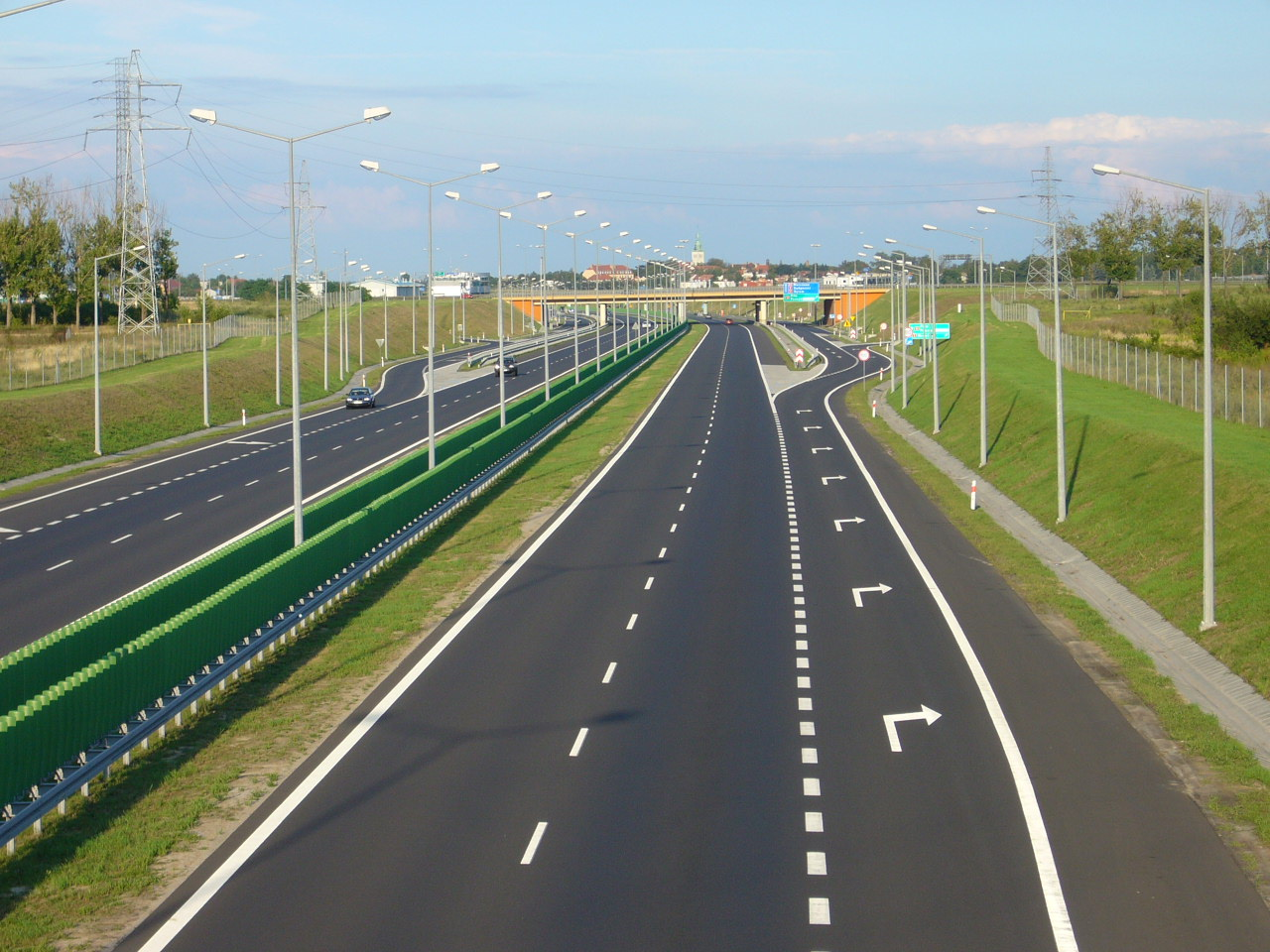
A2 lângă Poznań, deschis în 2003

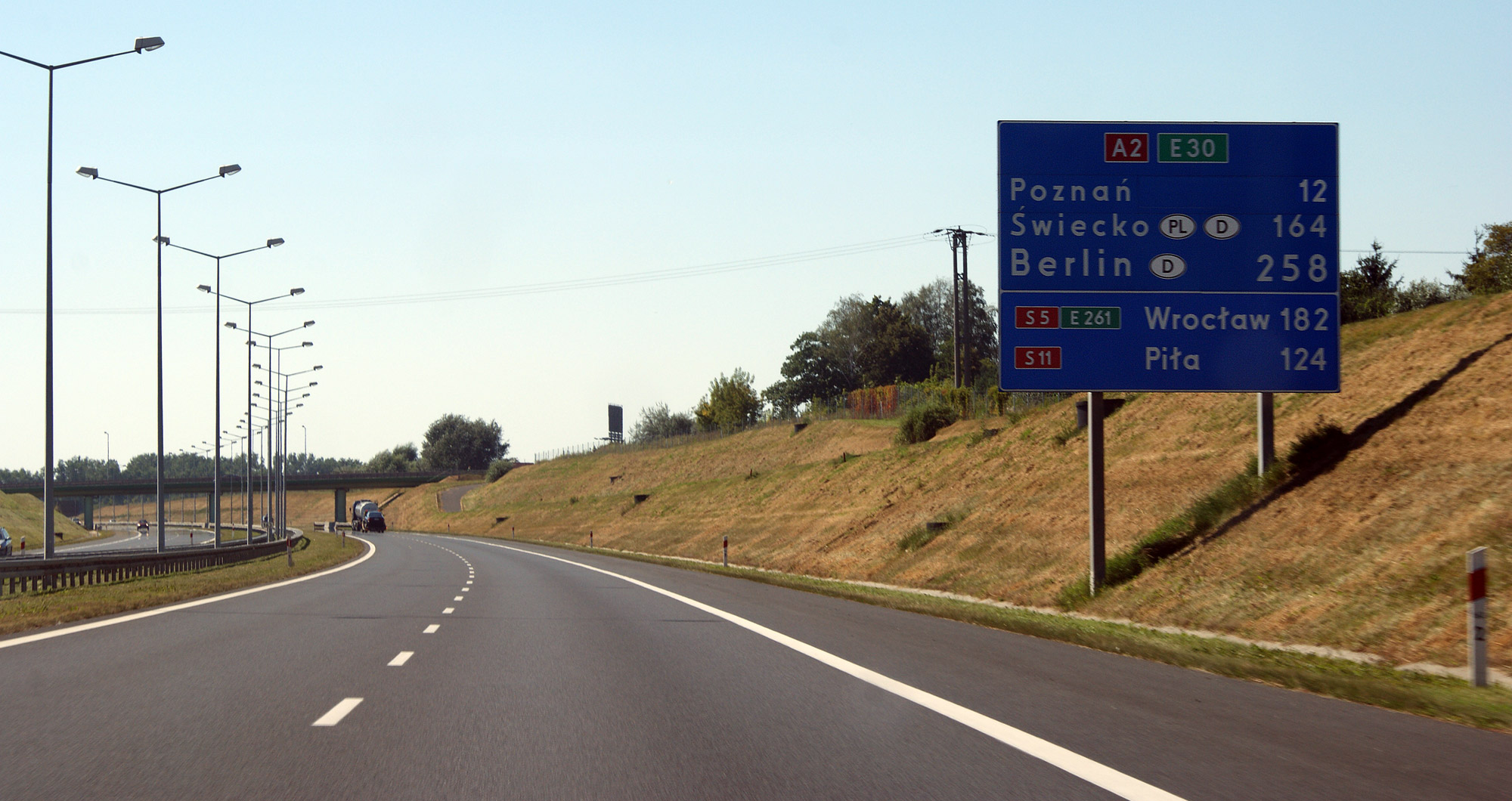
A2 lângă nodul Poznań Komorniki

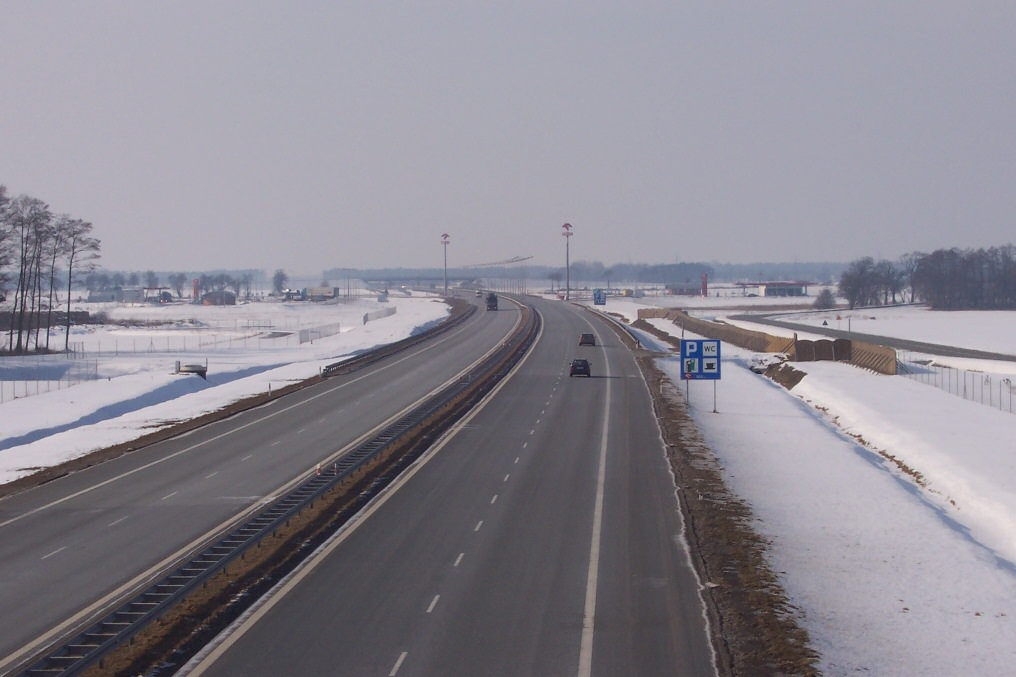
A2 lângă Kleszczewo (la est de Poznań), deschis în 2003

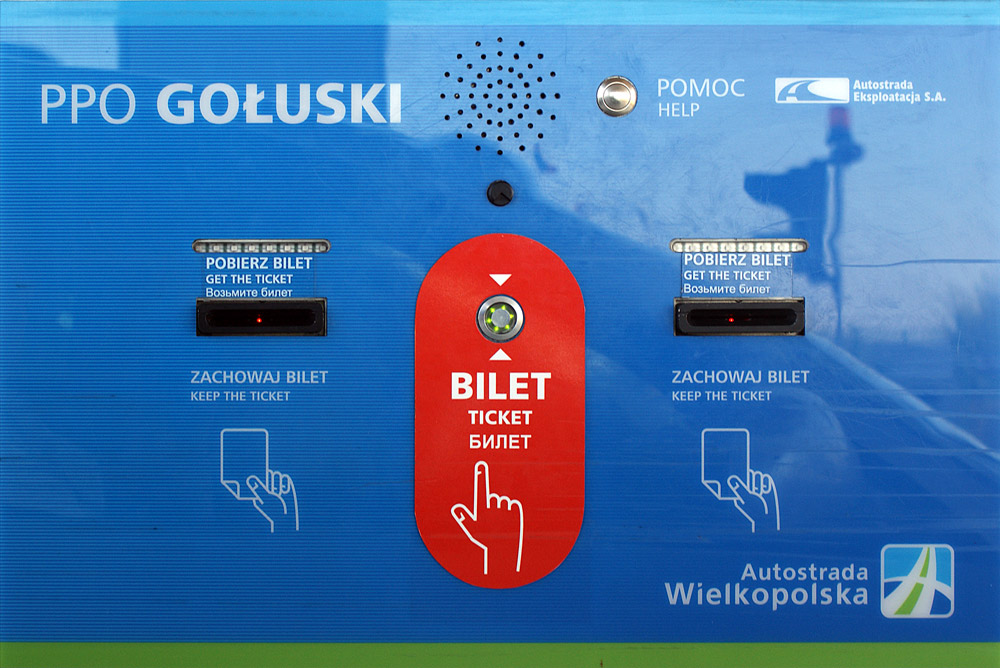
Mașină de plată la Gołuski

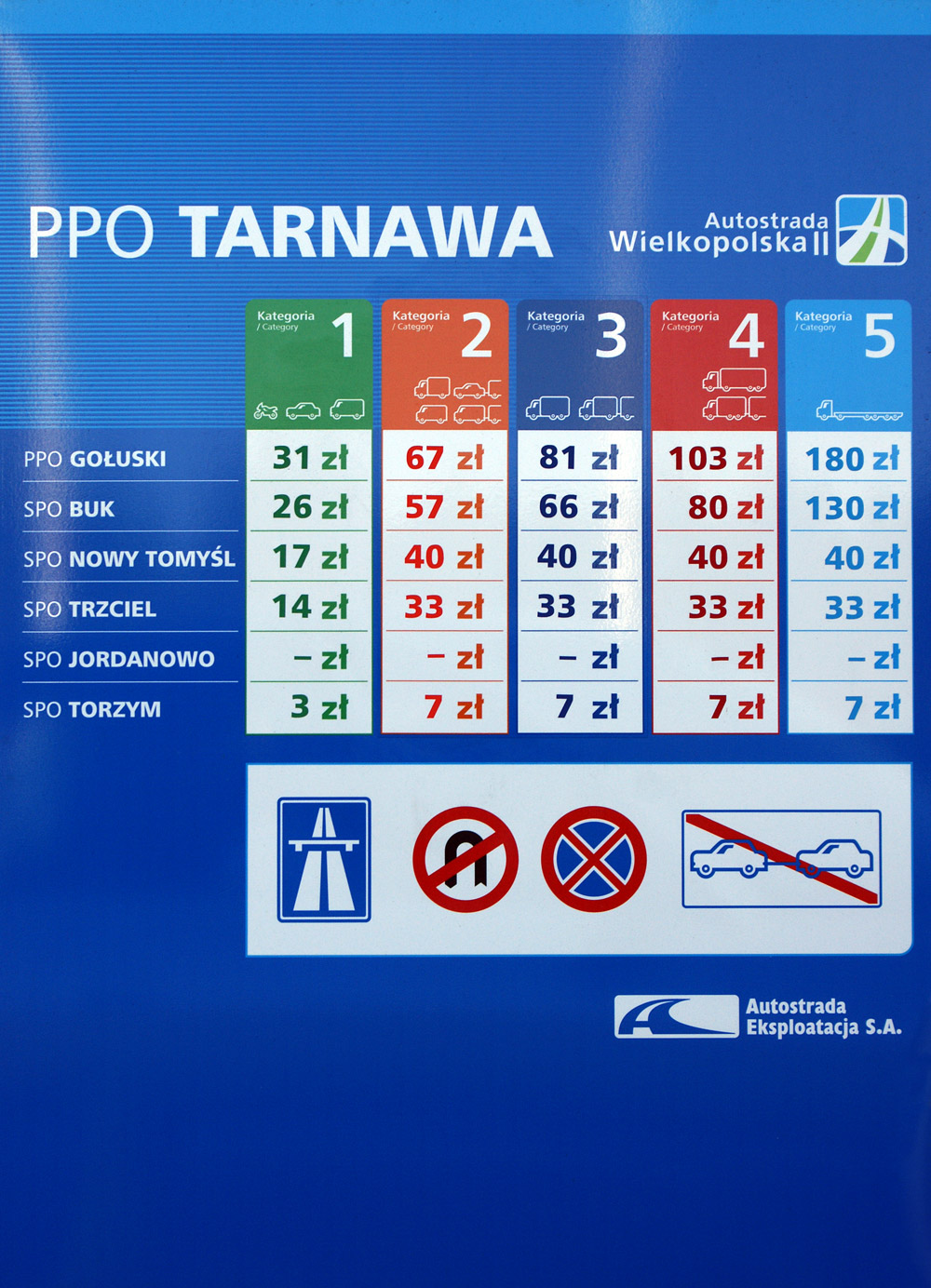
Lista de prețuri pentru secțiunea Gołuski-Tarnawa

Prima șosea planificată ca parte a acestei rute a fost un Reichsautobahn inițiat de Germania Nazistă pentru a lega Berlinul de Poznań (Posen). Construcția acestui drum, accelerată după ce și Poznańul a fost inclus în Germania în urma invadării Poloniei în 1939, a fost întreruptă de război și nu a mai fost terminată, dar zeci de ani după aceea se puteau vedea în fotografiile din sateliți urme ale lucrărilor începute, mai ales între frontiera cu Germania și Nowy Tomyśl. Mare parte a acestor urme au dispărut astăzi, întrucât autostrada modernă s-a construit urmând în mare aceeași rută. O scurtă porțiune de drum neterminat între graniță și Rzepin a fost dusă la realizare sub forma unei șosele cu două benzi pe sens după 1945, formând practic o extensie a autostrăzii germane A 12 (deschisă ca Reichsautobahn în anii 1930). Cu excepția acestei porțiuni, lucrările de construcție nu au continuat în primele decenii de după război.
Abia în anii 1970, Polonia comunistă a început să formuleze noi planuri de a construi autostrada A2, probabil în scopul de a o termina la timp pentru Olimpiada de la Moscova din 1980. Din cauza crizei economice care a lovit țara la sfârșitul anilor 1970 și continuată pâna în anii 1980, în acea perioadă s-a deschis doar o mică porțiune de 50 km între Września și Konin. Construcția unei alte porțiuni (între Łódź și Varșovia) a început, apoi a fost abandonată, lăsând o ruină interesantă, poreclită Olimpijka, la rândul ei demolată prin 2010 când s-a reluat lucrul.
Operațiuni intensive de construcție a autostrăzii au mai început în 2001 după căderea regimului comunist în Polonia în 1989. Din lungimea totală de 610 km, au fost terminați 359 km. O secțiune de circa 150 km (Nowy Tomyśl - Poznań - Września - Konin) este operațională din 2004. Acest segment este cu plată, cu excepția unei scurte porțiuni ce trece prin Poznań și care servește drept centură a orașului (între ieșirile de la Głuchowo și Kleszczewo). O altă secțiune de 100 km de la Konin la Stryków lângă Łódź a fost deschisă la 26 iulie 2006. O altă scurtă porțiune ocolitoare 4,8 km pentru Stryków, formată dintr-o extensie de 2 km a lui A2 și o bucată din A1, deschisă pe un singur sens, a fost deschisă în decembrie 2008, pentru a ameliora traficul greu din oraș generat după ce autostrada a ajuns acolo.
În iarna 2009-2010, planul era să se termine întreaga secțiune de la Varșovia la granița cu Germania până în primăvara lui 2012, astfel încât capitala să aibă prima sa legătură de autostradă cu rețeaua europeană la timp pentru Campionatul European de Fotbal. Acest scop ambițios a fost periclitat de diferite dificultăți întâmpinate la finalizarea contractelor de construcție, și au apărut întârzieri. Segmentul de 90 km de la Stryków la Varșovia urma să fie construit în parteneriat public-privat, dar negocierile între guvern și companiile private interesate de participare au eșuat în februarie 2009 din cauza dezacordului pe termenii de finanțare. Atunci s-a hotărât ca această secțiune să fie construită folosind doar fonduri publice. Noua licitație a început la 27 martie, iar contractele de proiectare și construcție s-au semnat pe 28 septembrie. Tronsonul a fost împărțit în 5 loturi, iar lucrul a început în 2010. Contractorilor li s-a cerut să deschidă autostrada circulației până la Campionatul European de Fotbal. Acest scop a fost unul ambițios și s-a dovedit a fi dificil, dată fiind posibilitatea de întârzieri neașteptate pe parcursul construcției și faptul că consorțiul chinez a abandonat proiectul la mai puțin de un an, licitația pentru acel lot trebuind să fie reluată. Scopul cel nou a fost deschiderea autostrăzii provizoriu înainte de Euro 2012, cu diferite restricții. O vreme nu a fost clar nici dacă acest scop restrâns va fi îndeplinit, dar autostrada s-a deschis în iunie 2012 după lucrări intensive în ultimele luni.
În noiembrie 2011, s-a terminat lucrul la tronsonul dintre frontiera cu Germania și Nowy Tomyśl. Drumul a fost deschis traficului la 1 decembrie. Punctele de plată de pe această porțiune nu au fost deschise până în mai 2012, astfel că utilizarea secțiunii vestice din A2 a fost gratuită până atunci.
Loturile A și C ale tronsonului Łódź–Varșovia nu sunt încă terminate. Deși deschis traficului, un nod (cu șoseaua 50) nu este încă operațional, iar câteva supratraversări ale drumurilor locale nu sunt încă terminate. Planul era ca ele să fie terminate până în toamna lui 2012. La capătul autostrăzii, la Varșovia, ea se ramifică în două drumuri expres, S2 și S8, dar numai S8 este deschis, în timp ce S2 trebuia terminat în 2013.
În mai 2013, nodul cu S3 (Jordanowo) a fost și el deschis circulației. Prima porțiune este între nodul cu A2 și nodul „Świebodzin Nord”. În iunie 2013 S3 a fost extins mai mult și deschis circulației pentru a duce de la nodul „Świebodzin Sud” până la porțiunea existentă din S3 la Sulechów. În iulie 2013, traversarea denivelată a Świebodzinului între nodurile „Świebodzin Nord” și „Świebodzin Sud” a fost dată în folosință, făcând ca S3 să ducă de la autostrada A2 la Sulechów.
| Tronson de autostradă              | Lungime  | Construit   | Note                                                          |
| ---------------------------------- | -------- | ----------- | ------------------------------------------------------------- |
| Świecko - Nowy Tomyśl              | 105,9 km | 2009 - 2011 | deschis la 1 decembrie 2011; cu plată                         |
| Nowy Tomyśl - Poznań Komorniki     | 50,4 km  | 2001 - 2004 | deschis la 27 octombrie 2004; cu plată                        |
| Poznań Komorniki - Poznań Krzesiny | 13,3 km  | 2001 - 2003 | deschis la 13 septembrie 2003                                 |
| Poznań Krzesiny - Września         | 37,5 km  | 2001 - 2003 | deschis la 27 noiembrie 2003; drum cu plată                   |
| Września - Golina                  | 34,2 km  | 1977 - 1985 | deschis la 9 octombrie 1985; cu plată de la 20 decembrie 2002 |
| Golina - Konin Zachód              | 13,8 km  | 1986 - 1988 | deschis la 10 noiembrie 1988                                  |
| Konin Zachód - Stryków             | 103 km   | 2004 - 2006 | deschis la 26 iulie 2006; cu plată din 1 iulie 2011           |
| Stryków - Łódź Północ              | 1,7 km   | 2008        | deschis la 22 decembrie 2008                                  |
| Łódź Północ - Skierniewice         | 32 km    | 2010 - 2012 | dat în folosință la 3 iunie 2012, terminat în toamna lui 2012 |
| Skierniewice - Grodzisk Mazowiecki | 41,4 km  | 2010 - 2012 | dat în folosință la 6 iunie 2012, terminat în toamna lui 2012 |
| Grodzisk Mazowiecki - Pruszków     | 12,6 km  | 2010 - 2012 | opened on 27 May 2012                                         |
| Pruszków - Konotopa                | 4,8 km   | 2010 - 2012 | deschis la 22 mai 2012                                        |
|                                    |          |             |                                                               |
| Choszczówka Stojecka - Kałuszyn    | 20,8 km  | 2009 - 2012 | deschis la 29 august 2012                                     |

## Planuri
Secțiunea de est de la Varșovia până la punctul de trecere a frontierei cu Belarusul de la Kukuryki de lângă Brest (legătură cu M1), de circa 170 km lungime, este încă în faza de proiect. Decizia de finalizare a rutei a fost anunțată în decembrie 2011 dar construcția nu a început, iar calendarul depinde de disponibilitate fondurilor publice. Excepție o face o scurtă secțiune de 21 km ce formează centura orașului Mińsk Mazowiecki la care a început lucrul în august 2009. Ea s-a deschis în august 2012. Construcția secțiunii dintre Varșovia și Siedlce va începe prima, din cauza traficului mai dens pe care trebuie să-l deservească. Construcția restului de drum până în Belarus ar putea avea loc considerabil mai târziu, întrucât traficul pe această rută este mai rarefiat și necesitatea unui drum de mare capacitate nu este urgentă.
Autostrada A2 nu traversează Varșovia, întrucât locuitorii cartierelor pe unde trebuia să treacă au reușit să blocheze proiectul, deși autoritățile locale rezervaseră pentru el un coridor unde nu s-a construit nimic, încă din anii 1970. Traficul urmează să fie redirecționat prin două drumuri expres (S2 și S8), la standarde mai scăzute decât autostrada planificată inițial. Paradoxal, unul dintre aceste drumuri (S2) va trece prin coridorul rezervat inițial, astfel încât locuitorii care au protestat împotriva autostrăzii tot vor avea un drum aglomerat trecând prin cartier, poate chiar mai neconvenabil decât ar fi fost autostrada. În cea mai afectată zonă, cartierul Ursynów, drumul expres va trece printr-un tunel, care va fi construit cu costuri considerabile.